# Els Muntanyans
 (juillet 2016).
Si vous disposez d'ouvrages ou d'articles de référence ou si vous connaissez des sites web de qualité traitant du thème abordé ici, merci de compléter l'article en donnant les références utiles à sa vérifiabilité et en les liant à la section « Notes et références ».
La plage de Torredembarra et Creixell, aussi connu sous le nom Els Muntanyans-Gorg ou Salats i Muntanyans de Torredembarra et Creixell est un espace d'intérêt naturel (EIN) de 62 ha en Catalogne. 
Cet espace est une plage naturelle, composée de dunes et de marais. 

## Localisation
L'espace s'étend sur les municipalités de Torredembarra et de Creixell. Les plages Els Muntanyans-Gorg sont situées à 14 km au nord de Tarragone (en suivant la ligne de la côte) et à 90 km au sud de Barcelone. La plage est délimitée par la voie de chemin de fer d'un côté et la mer de l'autre. La longueur totale est de 3,5 km et la largeur se situe entre 100 et 300 mètres selon la zone.

## Histoire
Dans le passé, la plage de Torredembarra (35 ha) était une zone touristique qui a souffert d'une grande détérioration et de pollution. Le processus de restauration et de protection a commencé en 1992 grâce à l'obtention du statut d'espace d'intérêt naturel. L'entrée et la circulation de véhicules motorisés ont été interdites ; des itinéraires pédestres ont été tracés et des actions de restauration de la faune et la flore ont débuté.
La partie de Creixell (27 ha), qui s'appelle el Gorg était le marais le plus grand de toute la côte entre Torredembarra et Roda de Berà. Il est possible d'y voir des groupes de flamants roses. Depuis 2005, les deux plages ne forment plus qu'une seule zone protégée : la plage naturelle d'Els Muntanyans-Gorg (officiellement EIN Plages de Torredembarra et Creixell).

## Climat
Le climat est de type méditerranéen tempéré avec des hivers doux, des étés chauds et des précipitations plutôt rares et irrégulières tout au long de l'année. Le vent, originaire de la mer et chargé d'humidité, est responsable de la majeure partie des précipitations. Les llevantades (tempêtes orageuses accompagnées de vents très forts venant de l'est et, surtout, du nord est) ont l'habitude de porter des pluies intenses qui déversent beaucoup d'eau en peu de temps. En été, il y a beaucoup d’orages dû aux nuages de développement vertical et à l'activité électrique intense. Ils provoquent de fortes pluies souvent accompagnées par de la grêle dans un intervalle de quelques minutes ou quelques heures.

## Écologie
Cette plage est l'une des dernières plages naturelles de la côte catalane. Le reste de la côte souffre de l'urbanisation croissante liée aux activités touristiques. Dans la zone la plus proche de la mer, il se forme des dunes : des petites montagnes de sable, fixées par les racines des plantes adaptées aux conditions sèches et aux terres avec peu de nutriments.
Plus loin, se trouvent des étangs composés d'un mélange d'eau douce et d'eau de mer qui permettent le développement d'une faune et d'une flore variée, adaptée à ces conditions très rares et unique à ce type d'environnement.

## Activités humaines

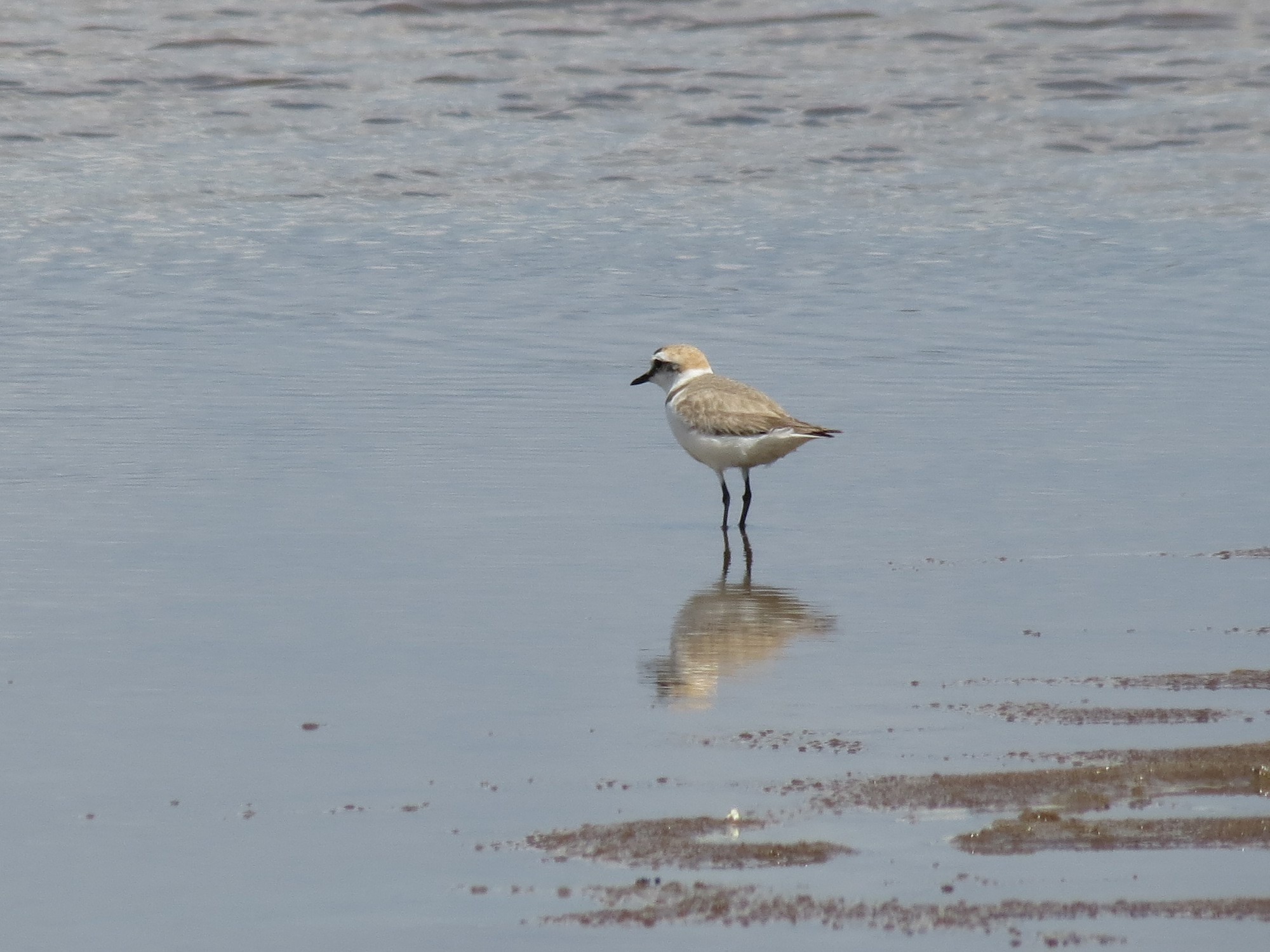
Corriol camanegre (Charadrius alexandrinus)

L’une des principales difficultés pour la préservation et la conservation d'un tel lieu provient de la forte activité et de la présence humaine notamment en période estivale. Certains jours, des milliers de personnes traversent l'espace naturel ou restent sur le bord de mer. Le non-respect des itinéraires pédestres entraîne une érosion considérable des dunes. L'autre conséquence principale est l'impact sur la faune et la flore notamment. Le pluvier à collier interrompu ou gravelot à collier interrompu (Charadrius alexandrinus), par exemple, est un petit oiseau qui niche et se nourrit sur la plage (actuellement il y a entre un et trois couples à l'année). La présence humaine l'affecte énormément et seulement 1 oisillon sur 21 survit chaque année en moyenne. 
Encore maintenant, la présence de zones résidentielles ou de campings juste à côté de la voie de train est de plus en plus importante, puisque beaucoup de gens fréquentent cet espace. Ceci élimine la possibilité qu'il y ait un corridor biologique, tant c'est nécessaire pour un espace aussi petit que Els Muntanyans-Gorg.
L'unique corridor biologique qui existe fut menacé en 2014 par un projet de construction d'un complexe résidentiel Muntanyans 2, projet finalement abandonné et entaché de soupçons de corruption.

### Écologisme et urbanisme
L’association GEPEC (Groupe d'Étude et de Protection des Écosystèmes de Catalogne) existe depuis 1992, afin de lutter, protéger et maintenir en état Muntanyans-Gorg,,,,.

### Muntanyans
La zone connue sous le nom de Muntanyans se trouve à l'extrême est de la municipalité de Torredembarra, entre la route N-340 et la voie de train Valence-Barcelone. Celle-ci se trouve très proche de l'espace d'intérêt naturel (EIN) de la plage de Torredembarra et Creixell et est seulement séparée par la voie de train. Le Plan Général de l'Organisation Urbaine de Torredembarra de 1982 et la dernière révision de 2002 ont déclaré cette zone urbanisable. Elle se divise en deux secteurs: Muntanyans 1 et Muntanyans 2.

#### Muntanyans I
C'est en 2003 que commença la construction de Muntanyans 1, qui prévoyait 400 habitations.

#### Muntanyans II
C'est en 2004 que la Commission territoriale d'urbanisme de Tarragone refusa l'approbation du secteur Muntanyans II (16 ha et 560 habitations). L’interdiction fut motivée par un rapport de l'Agence catalane de l'eau (ACA) qui alertait sur le risque d'inondation. À cause de cette interdiction, le département de Politique territoriale et des Ouvrages publics de la Généralité de Catalogne modifia et libéra l'espace de la zone sud afin de les incorporer a l’EIN Muntanyans-Gorg. Mois après mois les mesures ont permis d’éviter les risques d’inondation et d’accroître la valeur écologique de cette zone. Le plan partiel de construction des Muntanyans II fut pourtant approuvé en 2006 avec un nombre d'habitations similaires qu’au début (543).
La mairie de Torredembarra a essayé en 2005 de protéger l’espace de Muntanyans 2. Pour ce faire, la mairie avait prévu d’acheter la part détenue par le ministère de l’Environnement du  gouvernement espagnol grâce à la loi 22/1988 des côtes. L’achat compris dans les budgets du gouvernement central de 2007 ne fut jamais exécuté.
Entre 2007 et 2008, l’urbanisation débuta aux Muntanyans II, mais à cause de la crise économique en 2009, la construction s’arrêta. En octobre de la même année, est publié un rapport indépendant qui va lui aussi stopper la construction. Ce rapport confirme le risque d’inondation du secteur Munatanyans 2 en mettant en doute la canalisation du torrent Gibert et les capacités du collecteur de pluie bâtis. Ce rapport coïncide avec une autre étude demandée par le juge en 2008.
En juillet 2011, le Tribunal supérieur de la justice de Catalogne annula le plan partiel des Muntanyans II pour risque d’inondation, comme l'annonçait les rapports présentés. Le département du Territoire et de la Soutenabilité de Catalogne a continué pourtant à défendre son action et a présenté un recours.
En 2014, le Tribunal suprême annule définitivement le plan urbain des Muntanyans II et la plate-forme Sauvons les Muntanyans demande que le terrain intègre l’espace protégé de la plage de Torredembarra et Creixell.